# Saint-Brice-Courcelles
Saint-Brice-Courcelles is een gemeente in het Franse departement Marne (regio Grand Est). De plaats maakt deel uit van het arrondissement Reims. Saint-Brice-Courcelles telde op 1 januari 2022 3.546 inwoners.

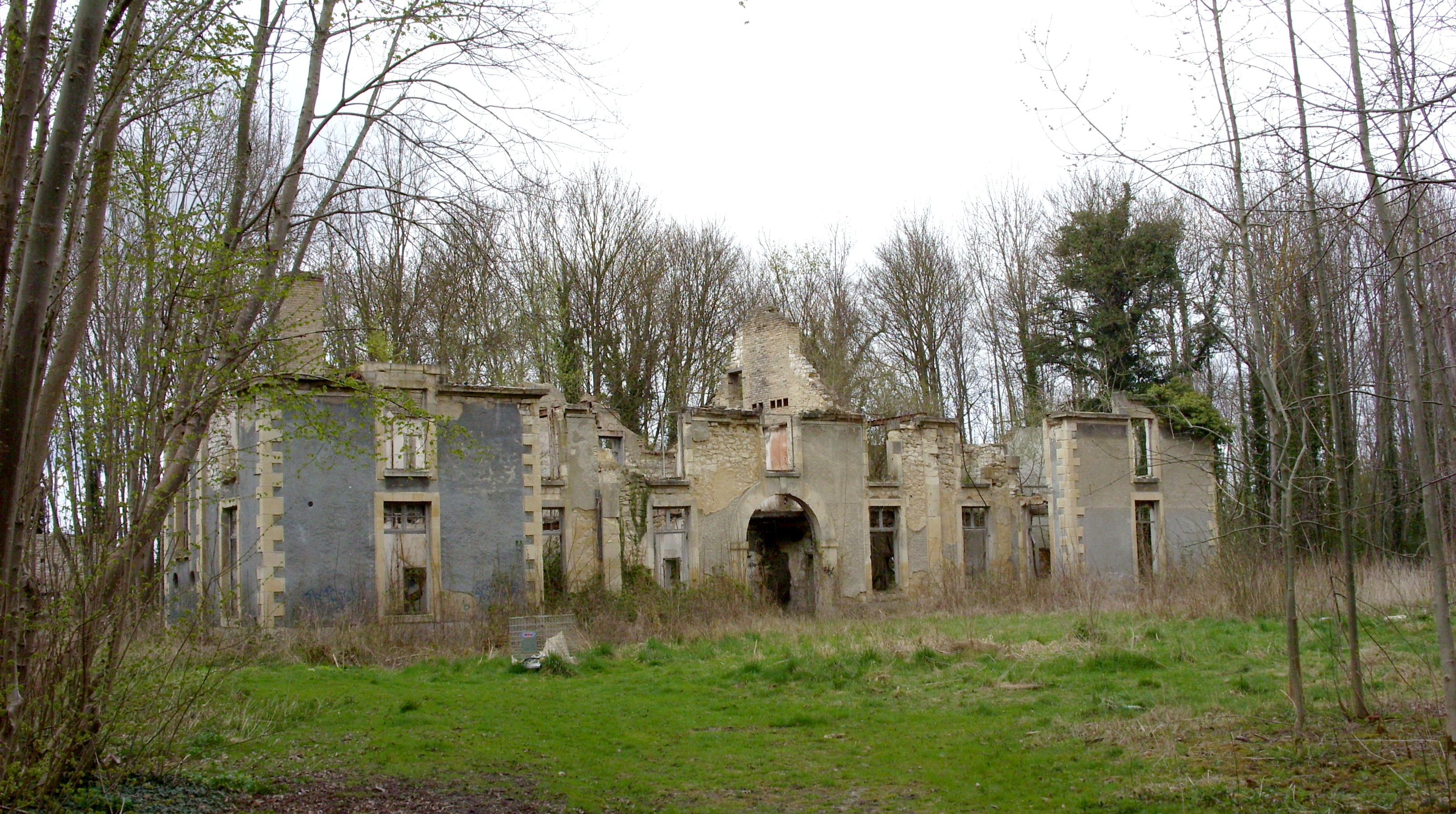
Château La Malle
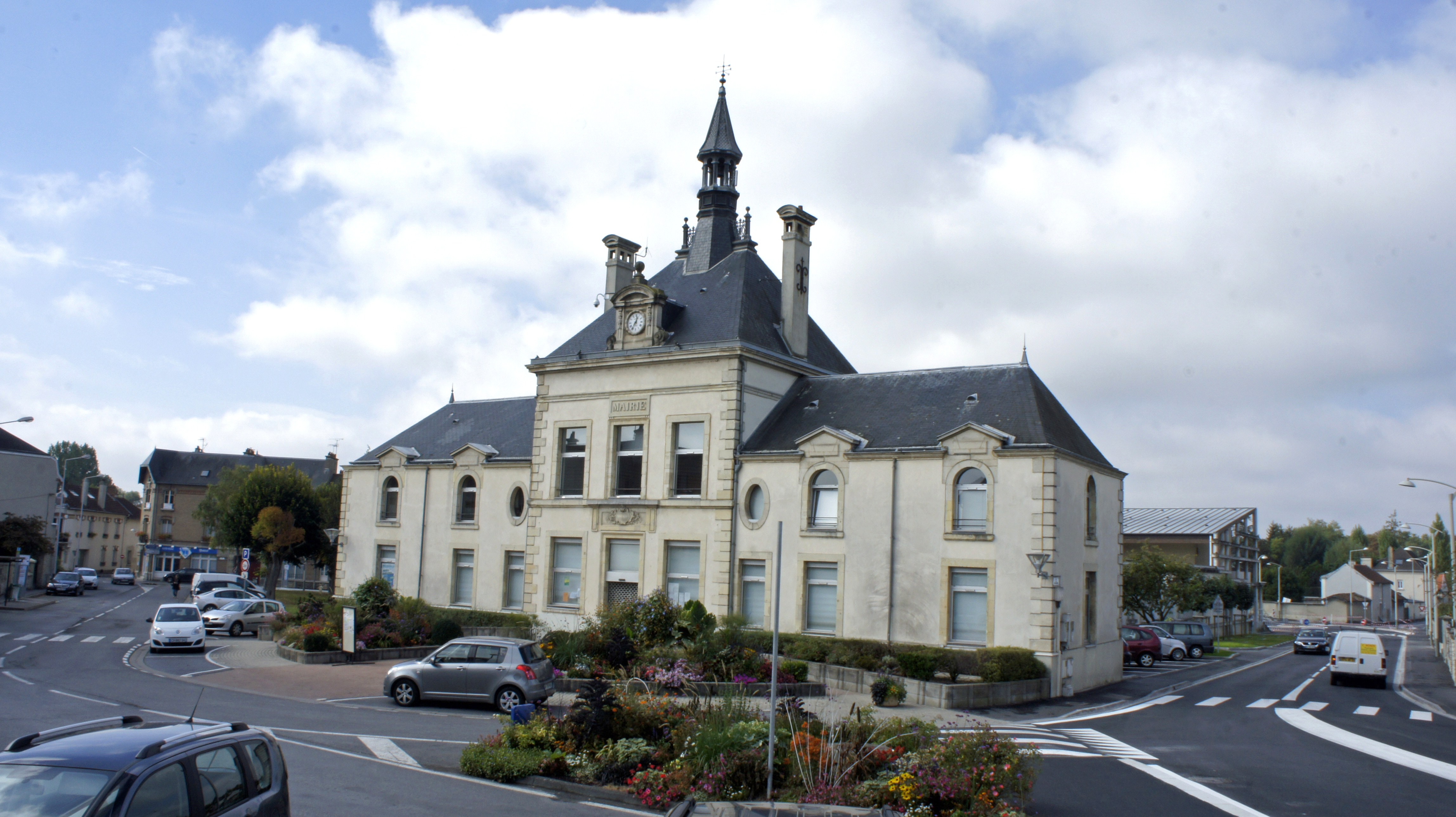
Gemeentehuis

## Geografie
De oppervlakte van Saint-Brice-Courcelles bedroeg op 1 januari 2022 4,16 vierkante kilometer; de bevolkingsdichtheid was toen 852,4 inwoners per km².

## Demografie
Onderstaande figuur toont het verloop van het inwonertal (bron: INSEE-tellingen).